# Colin Gill

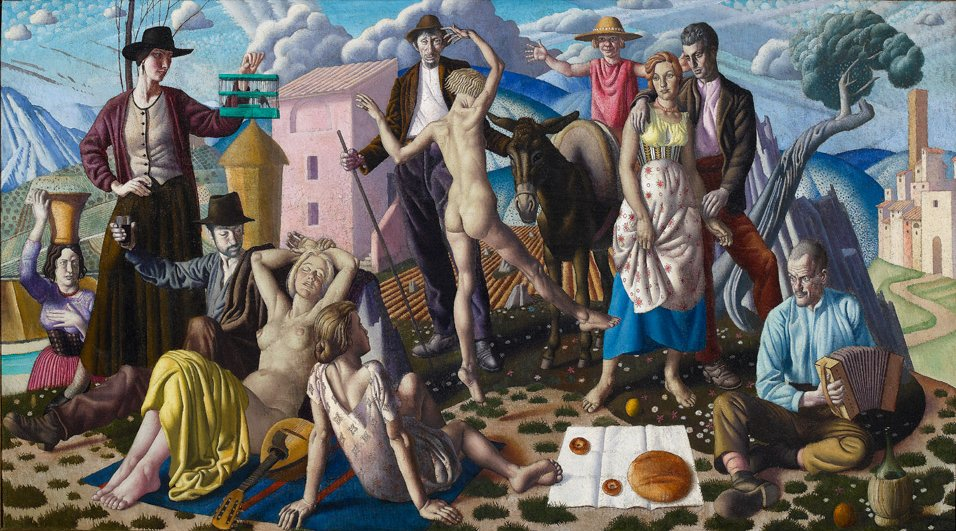
Colin Gill: Allegro, 1921

Colin Unwin Gill (* 12. Mai 1892 in Bexleyheath, Kent; † 16. November 1940 in Johannesburg, Südafrika) war ein britischer Maler, der vor allem durch seine Wandmalereien und seine Tätigkeit als offizieller Kriegskünstler im Ersten Weltkrieg bekannt wurde.

## Leben
Colin Unwin Gill wurde 1892 in Bexleyheath in der Grafschaft Kent geboren. Er war ein Cousin des Bildhauers Eric Gill. Nach dem Besuch der Slade School of Art in London erhielt er 1913 als erster Künstler das Rome Scholarship in Decorative Painting an der British School at Rome. Bei Ausbruch des Ersten Weltkriegs trat Colin Gill in die Royal Garrison Artillery ein und diente an der Westfront. 1916 wurde er als Tarnungsoffizier zu den Royal Engineers versetzt. Nach einer Gasvergiftung 1918 kehrte er nach England zurück und wurde später zum offiziellen Kriegskünstler ernannt. Nach dem Krieg setzte Colin Gill seine Studien in Rom fort und kehrte 1919 an die Britische Schule in Rom zurück. Von 1922 bis 1925 unterrichtete er Malerei am Royal College of Art. 1939 reiste er nach Südafrika, um Wandmalereien für den Magistrates’ Court in Johannesburg zu schaffen. Dort starb er 1940 im Alter von 48 Jahren.

## Werk
Colin Gill war für seine Wandmalereien und Porträts bekannt. Sein bekanntestes Werk ist Allegory (1920–1921), das während seines Aufenthalts in Rom entstand und als eines der bedeutendsten Werke der British School at Rome gilt. Weitere bedeutende Werke sind das Wandgemälde King Alfred’s long-ships defeat the Danes, 877 in der St. Stephen’s Hall im Westminster Palace sowie Wandmalereien für die Bank of England, die Essex County Hall in Chelmsford und die Northampton Guildhall. Als Kriegskünstler schuf er Werke wie Heavy Artillery und The Captive, die seine Erfahrungen an der Front widerspiegeln. Sein Stil verband klassische Traditionen mit modernen Elementen.